# Тромба
Тромба или пијавица је врста слабих торнада. Настају на сличан начин као и права велика торнада. То је јак ваздушни вртлог у облику сурле или лијевка. Спушта се из доњих дијелова облака до тла, са скоро вертикалном или искошеном осом. Пијавице обично настају при јакој конвекцији лети или у јесен изнад топле водене површине. Ријеч тромба води поријекло из италијанског језика, а значи водени стуб. Јављају се повремено на Јадрану, обично над морском површином, па се састоје од водених капљица подигнутих са мора, или из кондензованих капљица из облака. Морнари и становништво у приморју су били одувијек упознати са овом метеоролошком појавом.
Данас се тромба све чешће јавља на копну, и то на мјестима гдје се никад прије није појављивала. У Славонији и у другим дијеловима Хрватске, затим у Србији, односно у Војводини. Исти случај је и у осталим дијеловима Европе, гдје се последњих година тромба често јавља у сјеверној Њемачкој. Када пијавице настану над копном (копнена пијавица), оне садрже прашину и песак.
Тромба са водене површине може скренути на копно где брзо нестане, али пре тога, с обзиром на велику разорну моћ, руши кровове, ломи гране и чупа дрвеће, а дешава се и да помијера аутомобиле. Појава тромбе је често пропраћена грмљавином.
Пречник јој је од 20 до стотињак метара, и типично траје око 20 минута. Брзина ветра у пијавицама на Јадрану је до 80 km/h. Услови за појаву тромби су продор хладног ваздуха с континента на топлу морску површину.